# 塞斯托-阿尔雷盖纳
塞斯托-阿尔雷盖纳（義大利語：Sesto al Reghena），是意大利弗留利-威尼斯朱利亚大区波代诺内省的一个市镇。总面积40.53平方公里，人口6247人，人口密度154.1人/平方公里（2009年）。ISTAT代码为093043。